# Mücheln (Geiseltal)
Mücheln er en by i Saalekreis i den tyske delstat Sachsen-Anhalt.

## Landsbyer og bydele
- Almsdorf,
- Branderoda,
- Gröst,
- Langeneichstädt,
- Oberwünsch,
- Neu-Biendorf,
- Niederwünsch,
- St. Micheln,
- St. Ulrich
- Stöbnitz.

### Eingemeindungen
I forbindelse med kommunalreformen i Sachsen-Anhalt blev 1. Januar 2006 kommunerne Branderoda, Gröst, Langeneichstädt og Wünsch indlemmet i Mücheln.
- I området har der indtil 1993 været brunkulslejer, og nu er man ved at omdanne det til en større sø, ved navn Geiseltalsee. Opfyldningen skujlle være tilendebragt i 2010.